# Cédric Fleureton
Cédric Fleureton, né le 7 novembre 1973 à Lyon, est un triathlète français. Il est notamment connu pour avoir été deux fois vice-champion d'Europe, en 2005 et 2006.

## Biographie

### Jeunesse
Amateur de différents sports sans s'y investir pleinement, Cédric Fleureton découvre le triathlon à l'âge de 20 ans, avec l'E.C. Sartrouville Triathlon. En 1998, Cédric Fleureton est sacré vice-champion de France universitaire, ce qu'il considère comme son meilleur souvenir. Cela lui permet de se qualifier pour les Mondiaux universitaires, desquels il termine 38e. Dans le même temps, il fait des études, avec succès, pour obtenir son BEESAN (natation), sa licence STAPS et son DEUG.

### Carrière professionnelle
Tout juste détenteur de sa licence en STAPS, Cédric Fleureton réalise son premier résultat probant au niveau professionnel, en 2002 à Estoril, avec une deuxième place. L'année 2003 montre la montée en puissance du Lyonnais, qui remporte deux manches de Coupe d'Europe, à Zundert et Lausanne, et termine deuxième d'une manche de Coupe du monde, à Athènes. En 2004, il remporte sa première manche de Coupe du monde, à Cancún, ainsi que le France Iron Tour. Lors des championnats du monde de 2004, il termine à une lointaine 44e place, et loupe la qualification pour les Jeux d'Athènes de 2004, au cours d'une course qu'il considère comme son pire souvenir.
En 2005, malgré cette lourde désillusion, il parvient à être vice-champion de France, avant d'être sacré vice-champion d'Europe, derrière son compatriote Frédéric Belaubre,. L'année suivante, à Autun, Fleureton conserve son titre de vice-champion d'Europe, toujours derrière Belaubre. Il fait également ses débuts sur le circuit Xterra dans cette période, et remporte notamment le Xterra France. Il participe même à la finale mondiale à Maui.
Après une année 2007 en demi-teinte, son année 2008 est illuminée par sa victoire à Lorient, dans le cadre de la Coupe du monde,. Son année 2009 se résume à de places d'honneur, en milieu de tableau. En 2010, il est victime d'une triple fracture malléolaire, avec fracture et arrachage du péroné. Ne pouvant pas vraiment se remettre de sa blessure, il annonce sa retraite sportive,
En 2005, Fleureton crée l'AFT (Athletes For Transparaency), dans l'objectif d'un sport plus propre. En 2007, l'AFT lancée par le triathlète est en plein débat, qui mettra finalement un terme à cette organisation.

### Retraite et reconversion
Après sa retraite en triathlon, Fleureton se consacre à son travail d'employé à la SNCF. Avec son beau-frère, il lance Champion System, une marque de vêtements personnalisés multisports. 
Au milieu des années 2010, il se relance dans la compétition sportive, dans le trail et est sacré champion de France en 2014 et 2015,.
Il pratique également le swimrun et finit en 7e position lors de l'épreuve d'Ö till ö 2017, il forme pour cette épreuve un duo avec le triathlète David Hauss.
En 2017, il prend la cinquième place du championnat du monde Xterra où il termine premier français. Grâce à une exceptionnelle longévité, il récidive avec une nouvelle cinquième place au championnat du monde Xterra 2019 juste avant son quarante-sixième anniversaire. Cette même année, il remporte la SaintéLyon en 5 h 54,.

### Vie privée
Cédric Fleureton est le père de deux garçons, Yanis et Thibo. Son père était professeur de sport.

## Palmarès

### Triathlon
Le tableau présente les résultats les plus significatifs (podium) obtenus sur le circuit national et international de triathlon depuis 2002,.
| Année | Compétition                                  | Pays     | Position          | Temps           |
| ----- | -------------------------------------------- | -------- | ----------------- | --------------- |
| 2008  | Coupe du monde - l'étape de Lorient          | France   |                   | 1 h 49 min 53 s |
| 2008  | Coupe d'Europe - l'étape de Poznań           | Pologne  |                   | 1 h 50 min 29 s |
| 2006  | Championnat d'Europe                         | France   |                   | 1 h 57 min 11 s |
| 2005  | Grand Prix de triathlon - Étape de Beauvais  | France   | Médaille d'or     | Timing          |
| 2005  | Championnat d'Europe                         | Suisse   | Médaille d'argent | 1 h 56 min 0 s  |
| 2005  | Championnat de France                        | France   | Médaille d'argent | Timing          |
| 2004  | Grand Prix de triathlon - Étape de Marseille | France   | Médaille d'or     | Timing          |
| 2004  | Coupe du monde - l'étape de Cancún           | Mexique  |                   | 1 h 54 min 1 s  |
| 2004  | Coupe d'Europe - l'étape de Zundert          | Pays-Bas |                   | 1 h 45 min 28 s |
| 2003  | Coupe du monde - l'étape d'Athènes           | Grèce    |                   | 1 h 52 min 41 s |
| 2003  | Coupe d'Europe - l'étape de Lausanne         | Suisse   |                   | 1 h 51 min 15 s |
| 2003  | Coupe d'Europe - l'étape de Zundert          | Pays-Bas |                   | 1 h 51 min 11 s |
| 2002  | Coupe d'Europe - l'étape d'Estoril           | Portugal |                   | 1 h 43 min 46 s |